# 에드먼드 브리즈

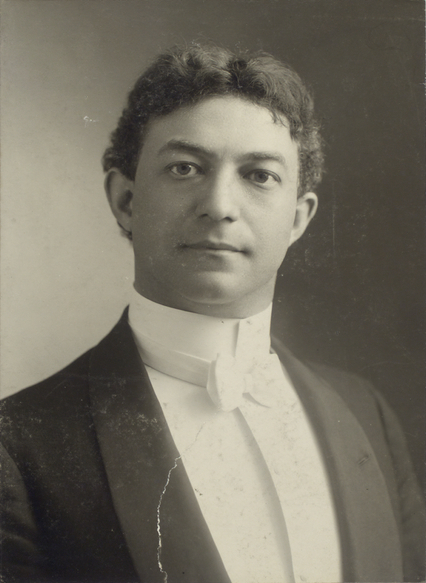

에드먼드 브리즈(Edmund Breese, 1871년 6월 18일 ~ 1936년 4월 6일)는 미국의 연극 배우, 영화배우, 각본가이다.
브루클린에서 태어났으며 뉴욕에서 사망하였다. 사인은 복막염이다. 포리스트 론 메모리얼 파크에 매장되었다.

## 영화
- 컴 온 마린스 (1934년)
- 식은 죽 먹기 (1933년)
- 더 허리케인 익스프레스 (1932년)
- 마타 하리 (1932년)
- 플래티넘 블론드 (1931년)
- 브라이트 라이츠 (1930년)
- 탑 스피드 (1930년)
- 홀드 에브리씽 (1930년)
- 서부 전선 이상 없다 (1930년)